# Formica impexa
Formica impexa är en myrart som beskrevs av Wheeler 1905. Formica impexa ingår i släktet Formica och familjen myror. Inga underarter finns listade i Catalogue of Life.

## Bildgalleri

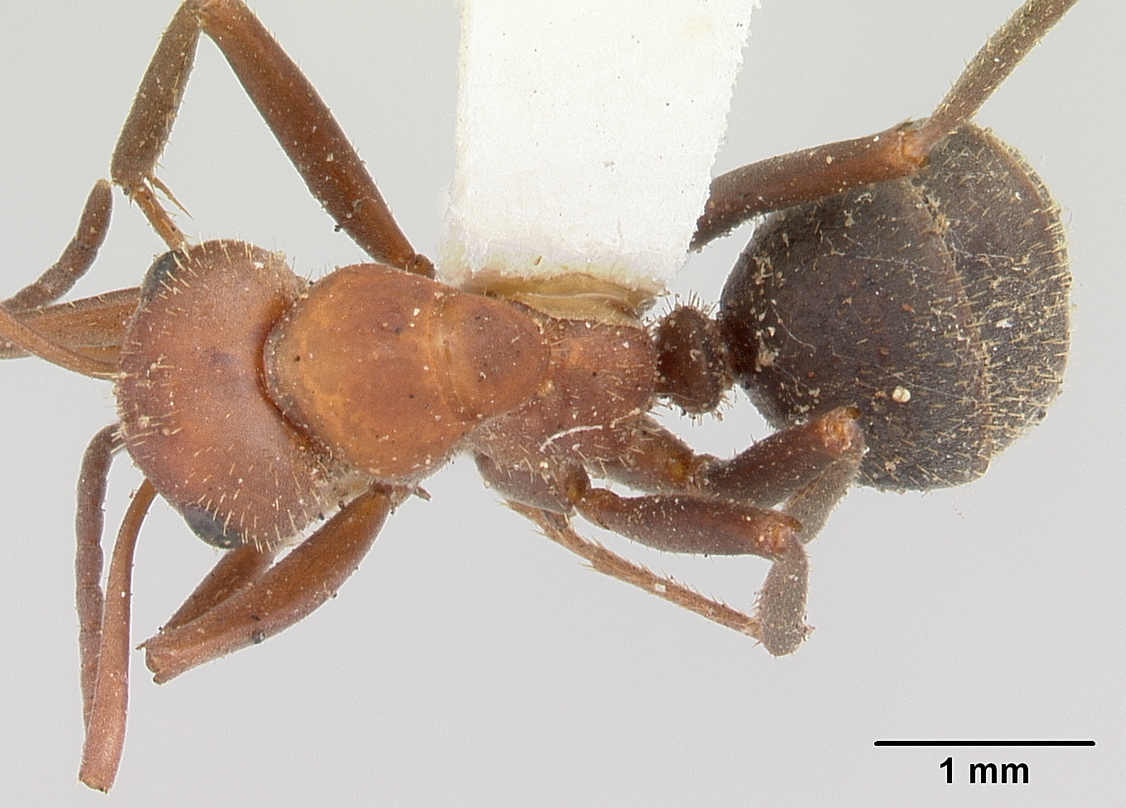
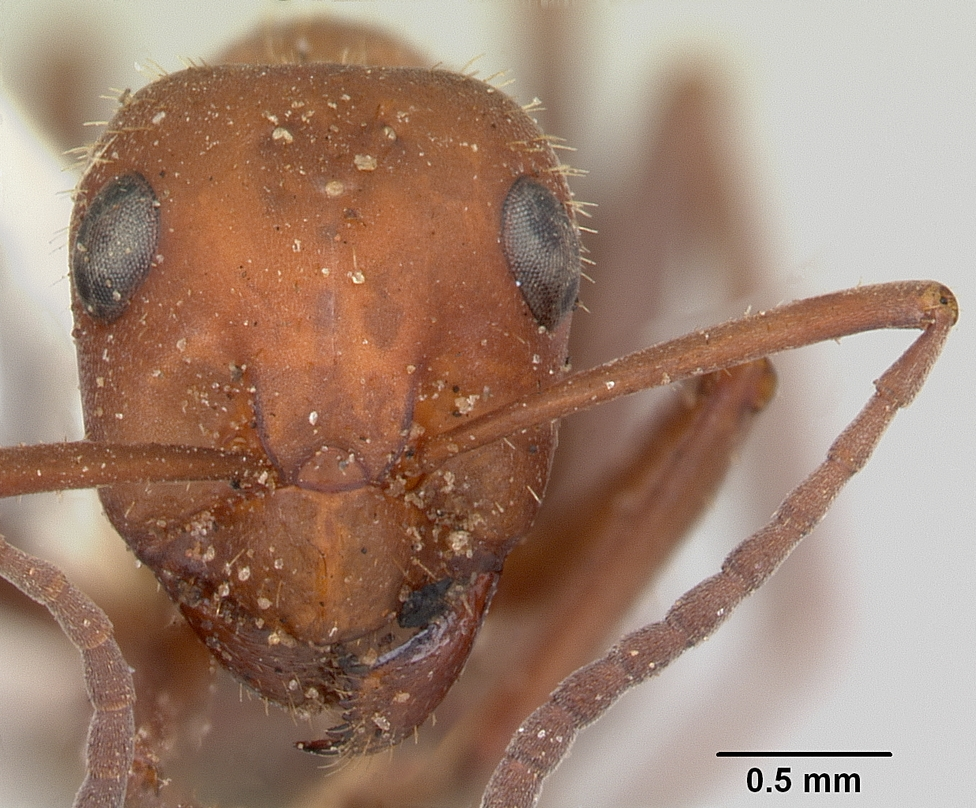
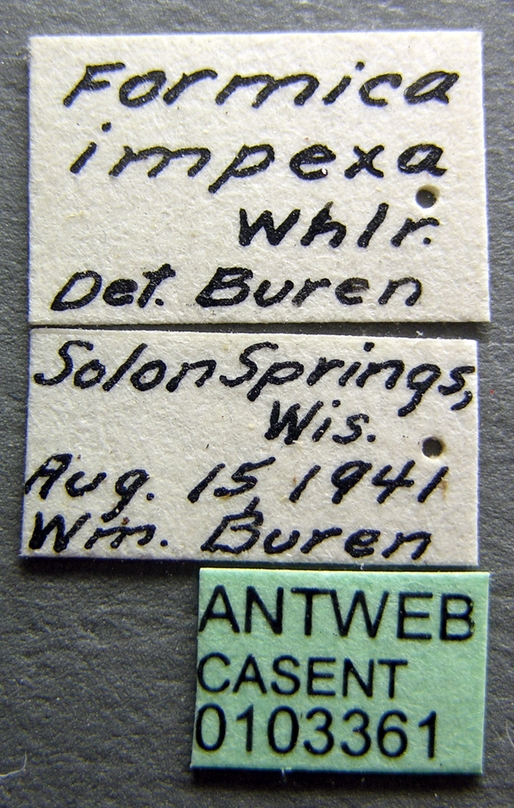
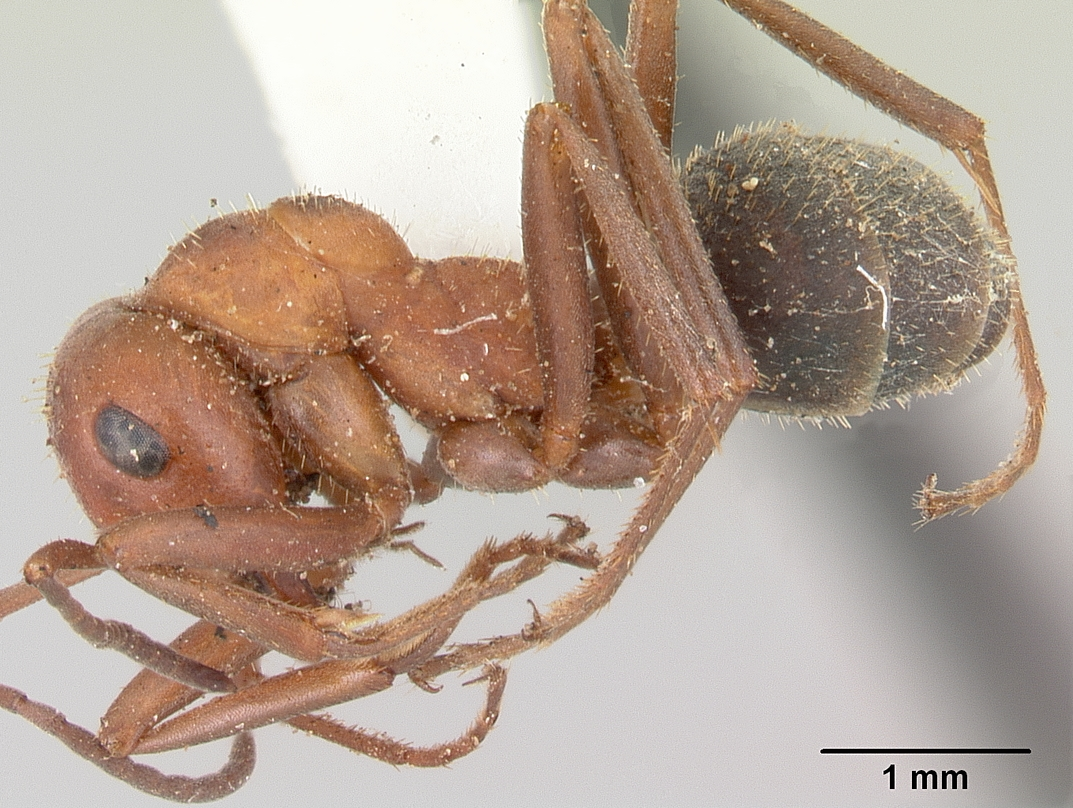
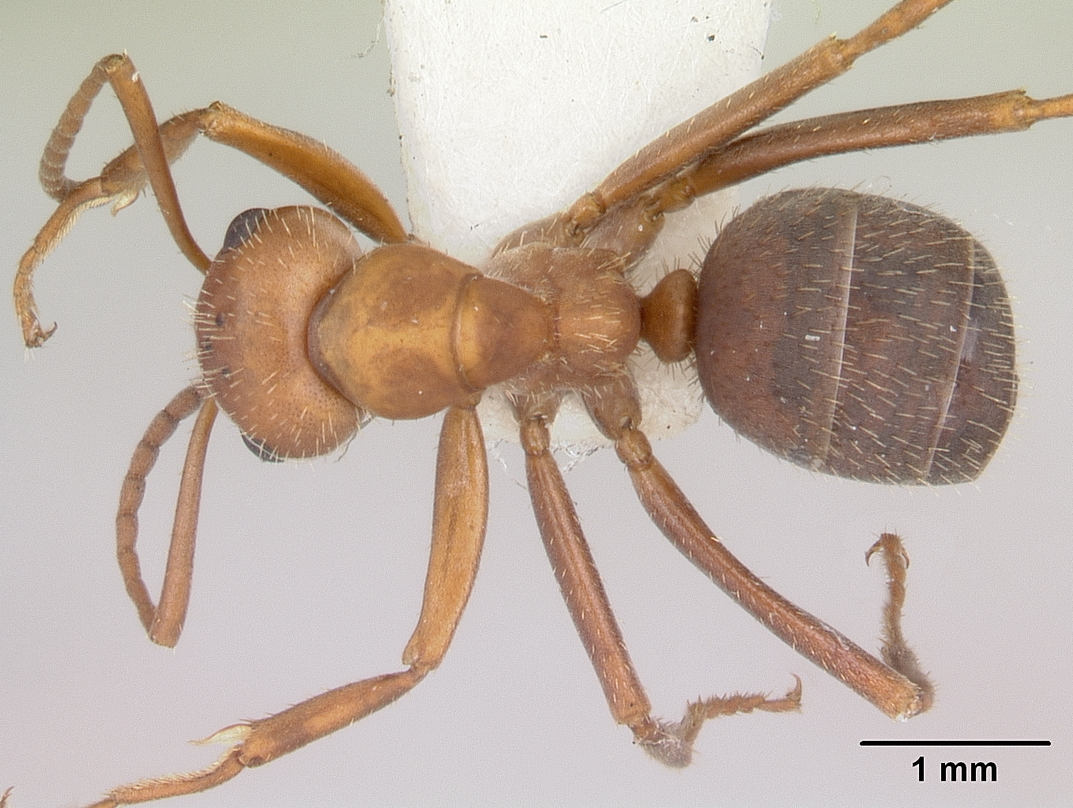
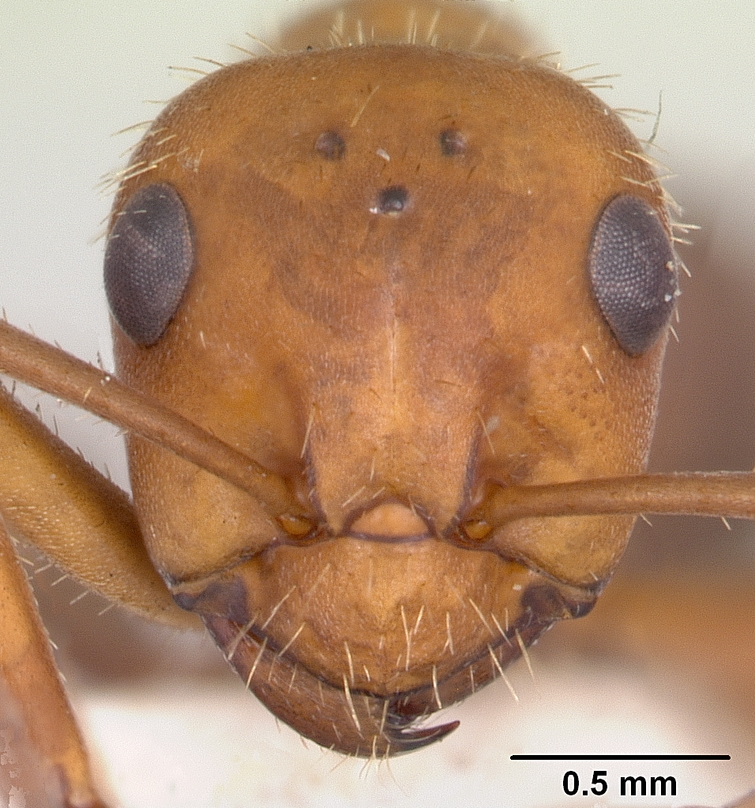